# Holst Point
Der Holst Point ist eine Landspitze an der Graham-Küste des Grahamlands auf der Antarktischen Halbinsel. Sie liegt am Kopfende der Beascochea-Bucht und unterteilt diese in zwei Seitenarme.
Teilnehmer der British Graham Land Expedition (1934–1937) unter der Leitung des australischen Polarforschers John Rymill kartierten sie erstmals. Das UK Antarctic Place-Names Committee benannte sie 1959 nach dem norwegischen Biochemiker Axel Holst (1860–1931), einem Pionier auf dem Gebiet der Erforschung des Skorbuts.